# Villacerán
Villacerán es una localidad española  perteneciente al municipio de Villaselán, en la provincia de León, comunidad autónoma de Castilla y León. 

## Geografía

### Ubicación
| Noroeste: Castroañe        | Norte: Villaselán    | Noreste: Mozos de Cea     |
| Oeste: Santa María del Río |                      | Este: Valdescapa de Cea   |
| Suroeste Villacalabuey     | Sur: Bustillo de Cea | Sureste: Saelices del Río |

## Demografía
Evolución de la población
| Gráfica de evolución demográfica de Villacerán entre 2000 y 2014   |
|                                                                    |
| Población de derecho (2000-2014) según el padrón municipal del INE |